# 龍運巴士A41線
龍運巴士A41線是香港一條機場巴士路線，由龍運巴士有限公司營辦，於1998年7月6日起投入服務，來往碩門邨及機場（地面運輸中心），途經愉翠苑、沙田第一城、富豪花園、沙田市中心、秦石邨及大圍後，取道青沙公路、青嶼幹線及北大嶼山公路往返香港國際機場及港珠澳大橋香港口岸，全程收費為$23.4。A41線設下通宵班次NA41，來往水泉澳及港珠澳大橋香港口岸，服務範圍涵蓋主線常規班次沒有覆蓋之小瀝源、沙田圍、顯田、美林邨及國泰城而不經沙田市中心，並途經城門隧道往返香港國際機場，全程收費為$41.9。

## 歷史
1996年3月29日，運輸署公開招標兩組北大嶼山及赤鱲角新機場共25條巴士路線的經營權，包括其中一條往返沙田及赤鱲角新機場的路線；同年10月22日，龍運巴士投得一組共8條往返新界區及4條往返東涌新市鎮的巴士路線專營權，往返沙田及赤鱲角新機場的路線為其中之一，編號定為A41。根據招標文件，A41線沙田端總站設於圓洲角，於沙田區內途經銀城街、大涌橋路、沙燕橋及沙田市中心後，取道城門隧道、青荃橋、青衣西路、長青公路及青嶼幹線往返香港國際機場。
A41線於1998年7月6日隨新機場啟用而投入服務，和原有方案不同是，此路線會繞經乙明邨一段大涌橋路及獅子橋才前往沙田市中心。2001年11月11日起，此路線沙田總站遷往新落成的愉翠苑公共運輸交匯處。2002年3月16日起，此路線來回程改經青衣北岸公路，不再途經青衣西路，並取消該處沿途分站。2007年12月5日起，此路線往機場（地面運輸中心）方向繞經香港國際機場二號客運大樓（翔天廊）。2008年，此路線每日早上其中三個前往機場班次延長至黃泥頭開出。2014年12月18日，龍運巴士在此路線引入巴士到站時間預報系統。
因應沙田區居住的機場島員工及抵港旅客對深宵專營巴士服務的需求與沙田區地區人士的意見，龍運巴士及運輸署於2016年6月向沙田區議會提交議案，建議於該年暑假開辦通宵機場巴士路線NA41，來往烏溪沙站至機場（地面運輸中心），離開烏溪沙後於馬鞍山新市鎮內僅取道西沙路直接前往馬鞍山路及大老山公路後，經大涌橋路前往沙田市中心及大圍，再取道青沙公路及青嶼幹線往返國泰城及香港國際機場，試辦期為六個月。惟建議出爐後，沙田區議會認為新路線未能全面覆蓋馬鞍山新市鎮及沙田新市鎮各主要屋苑，並通過臨時動議要求運輸署及龍運分拆新路線。運輸署及龍運因應區議會的意見，在八月提交修訂方案，NA41線沙田端總站設於水泉澳，服務城門河東岸的黃泥頭、圓洲角、顯田及大圍，並改經城門隧道往返香港國際機場；原有於馬鞍山新市鎮及沙田市中心的服務，則有另一條全新通宵機場巴士路線NA40取代。雖然沙田區議會要求NA41線於顯田深入顯徑街和田心街，並下調車資，但運輸署及龍運仍依原有安排落實開辦NA41線，並於2016年12月17日投入服務，原試辦六個月至2017年6月30日為止。2017年7月1日起，NA41線由機場（地面運輸中心）開出時間由01:00改為01:20。2018年10月15日起，A41線逢星期一至五（公共假期除外）於07:20由愉翠苑開出的班次，繞經國泰城及民航處總部。
運輸署於2016年發表《港珠澳大橋香港口岸的本地公共交通服務安排》，建議在港珠澳大橋通車當日，安排所有機場A線在青嶼幹線巴士轉乘站後，取道屯門至赤鱲角南面連接路（順朗路）往返港珠澳大橋香港口岸，然後才往返機場。受順朗路工程延誤影響，加上考慮地區人士意見，運輸署於2017年5月的修訂建議，則只安排9條A線駛經港珠澳大橋香港口岸，A41線為其中之一，往機場方向在香港國際機場二號客運大樓後，先繞經位於順暉路的港珠澳大橋旅檢大樓落客，才駛往機場（地面運輸中心）巴士總站；往市區方向由機場（地面運輸中心）巴士總站開出後，繞經港珠澳大橋香港口岸公共運輸交匯處，然後經赤鱲角路、機場路返回北大嶼山公路原有路線。隨著港珠澳大橋於2018年10月24日上午九時起正式通車，A41線隨即實施上述修訂改動，往沙田方向頭班車同時提早至05:35開出；NA41線離島端亦於翌日起延長至港珠澳大橋香港口岸。同年11月27日起，此路線往愉翠苑方向離開港珠澳大橋香港口岸後，改經順朗路往北大嶼山公路。2019年11月29日起，因應香港國際機場二號客運大樓進行擴建工程，此路線往機場方向不再繞經翔天路，並取消「二號客運大樓」巴士站。
過往沙田城門河西岸除了沙田市中心一帶，並未有全日往返香港國際機場的巴士服務；而城門河東岸的顯田、水泉澳邨及黃泥頭亦同樣未有全日往返香港國際機場的巴士服務。因此，龍運巴士及運輸署在《2019－2020年度巴士路線計劃》中建議重組沙田區的機場巴士服務，建議A41線試辦上午一班由火炭（駿景園）開往機場（地面運輸中心）的特別班次，途經源禾路及沙田市中心，為期六個月。不過，沙田區議會不滿火炭及源禾路的居民依然未有全日來往機場的巴士服務，亦擔心特別班次服務範圍不足而影響客量，建議最終未能落實。
運輸署及龍運巴士在《2020－2021年度巴士路線計劃》中再次建議重組沙田區的機場巴士服務，當中火炭及源禾路的機場的巴士服務由新路線A46提供，而A41線往機場方向改經沙燕橋前往沙田市中心而不經乙明邨一段大涌橋路，來回方向亦改經青沙公路而不經城門隧道；同時因應A42線開辦而取消此路線早上部份往機場方向班次延長至由黃泥頭開出的安排。不過，沙田區議會不滿A46線於沙田區內走線迂迴，需時約50分鐘才能由火炭前往大圍，要求運輸署簡化路線。因此，龍運巴士及運輸署於2020年11月提交修訂建議，建議A46線來回程改經沙田市中心前往美林邨後便駛上青沙公路，來回程並繞經港珠澳大橋香港口岸；A41線則改以碩門邨為沙田總站，來回程維持途經乙明邨，並改經秦石邨及大圍（美田路）往返青沙公路，不經沙田市中心及港珠澳大橋香港口岸，同時更改機場開出服務時間為05:55至23:55，繁忙時間班次亦減至20分鐘一班。
由於來往機場的旅客仍未完全回復至2019冠狀病毒病疫情前水平，運輸署及龍運巴士在2023年9月再次修訂機場巴士服務重組方案，建議A41線維持途經沙田市中心及港珠澳大橋香港口岸，不經乙明邨。修訂後的重組方案於2023年12月3日實施，A41線沙田總站當日起由愉翠苑遷往碩門邨，並改經大圍及青沙公路往返機場，不經乙明邨、城門隧道、德士古道、青荃橋及青衣北岸公路，並取消由黃泥頭開出之特別班次，早上繞經國泰城及民航處總部班次改於07:00由碩門邨開出。龍運巴士亦同時提升此路線與九巴常規獨營路線轉乘優惠之優惠金額至該兩線車費較低的一程免費，直至2024年8月31日為止。2024年1月22日起，此路線每日由碩門邨開出之頭班車時間由05:30提早至05:25，星期一至五由碩門邨經國泰城及民航處總部前往機場之班次改於06:55開出。

## 服務時間及班次
A41線來回方向均提供全日服務，列表如下，當中星期一至五06:55由碩門邨開出的班次繞經國泰城及民航處總部，而星期一至五17:25及17:50由機場（地面運輸中心）開出的班次則繞經民航處總部。
| 碩門邨開             | 碩門邨開     | 碩門邨開     | 機場（地面運輸中心）開 | 機場（地面運輸中心）開 | 機場（地面運輸中心）開 |
| 日期                 | 服務時間     | 班次（分鐘） | 日期                   | 服務時間               | 班次（分鐘）           |
| -------------------- | ------------ | ------------ | ---------------------- | ---------------------- | ---------------------- |
| 星期一至五           | 05:25－06:55 | 30           | 星期一至五             | 05:35－14:35           | 30                     |
| 星期一至五           | 06:55－07:55 | 20           | 星期一至五             | 14:35－16:35           | 40                     |
| 星期一至五           | 07:55－22:55 | 30           | 星期一至五             | 16:35－17:50           | 25                     |
| 星期一至五           | 23:30        | 23:30        | 星期一至五             | 17:50－22:50           | 30                     |
|                      |              |              | 星期一至五             | 22:50－23:40           | 25                     |
| 00:00                |              |              | 星期一至五             |                        |                        |
| 星期六、日及公眾假期 | 05:25－22:55 | 30           | 星期六、日及公眾假期   | 05:35－16:35           | 30                     |
| 星期六、日及公眾假期 | 23:30        | 23:30        | 星期六、日及公眾假期   | 16:35－17:50           | 25                     |
|                      |              |              | 星期六、日及公眾假期   | 17:50－22:50           | 30                     |
| 22:50－23:40         | 25           |              | 星期六、日及公眾假期   |                        |                        |
| 00:00                |              |              | 星期六、日及公眾假期   |                        |                        |

NA41線每個方向於每天深宵及清晨在固定時間開出一班常規班次，列表如下：
| 水泉澳開 | 港珠澳大橋香港口岸開 |
| -------- | -------------------- |
| 04:10    | 01:15                |

## 收費
A41線全程收費為$23.4，NA41線全程收費為$41.9，兩線均設有12歲以下小童及65歲或以上長者半價優惠，惟不受長者及合資格殘疾人士公共交通票價優惠計劃中的$2票價優惠覆蓋。乘客登車時需以現金或八達通卡繳付車資，不設找贖；而每位成人乘客可免費帶同最多兩名四歲以下而且不佔座位的兒童乘車。此外，乘客亦可透過多元化電子支付系統（e度嘟）繳付車資，乘客使用此付款方式不能享有與非九巴／龍運路線之轉乘優惠，亦不能享有「公共交通費用補貼計劃」。
NA41線設有由美輝街前往水泉澳$8.9之單向分段收費，而A41線沿途分段收費如下：
| 上車地點＼落車地點 | 機場（地面運輸中心） | 碩門邨 |
| ------------------ | -------------------- | ------ |
| 青嶼幹線轉車站     | $19.8                | 不適用 |
| 青沙公路轉車站     | 不適用               | $13.9  |
| 大圍街市起         | $6.4                 |        |

## 使用車輛
A41和NA41線主要派車為Enviro500 MMC豪華巴士，該批豪華巴士內設有豪華高背座椅，以提供較舒適的乘坐品質，並提供免費Wi-Fi等服務。

## 行車路線

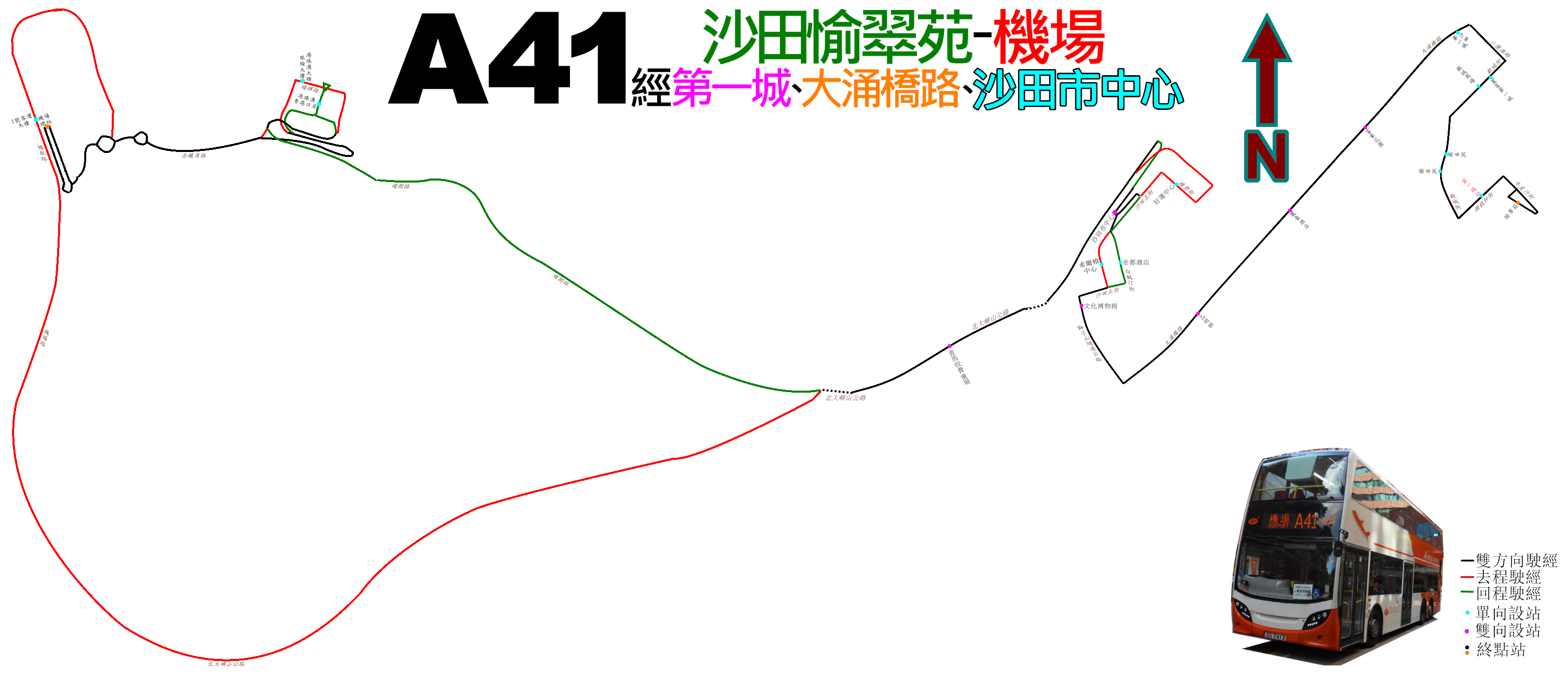
A41線常規班次走線圖

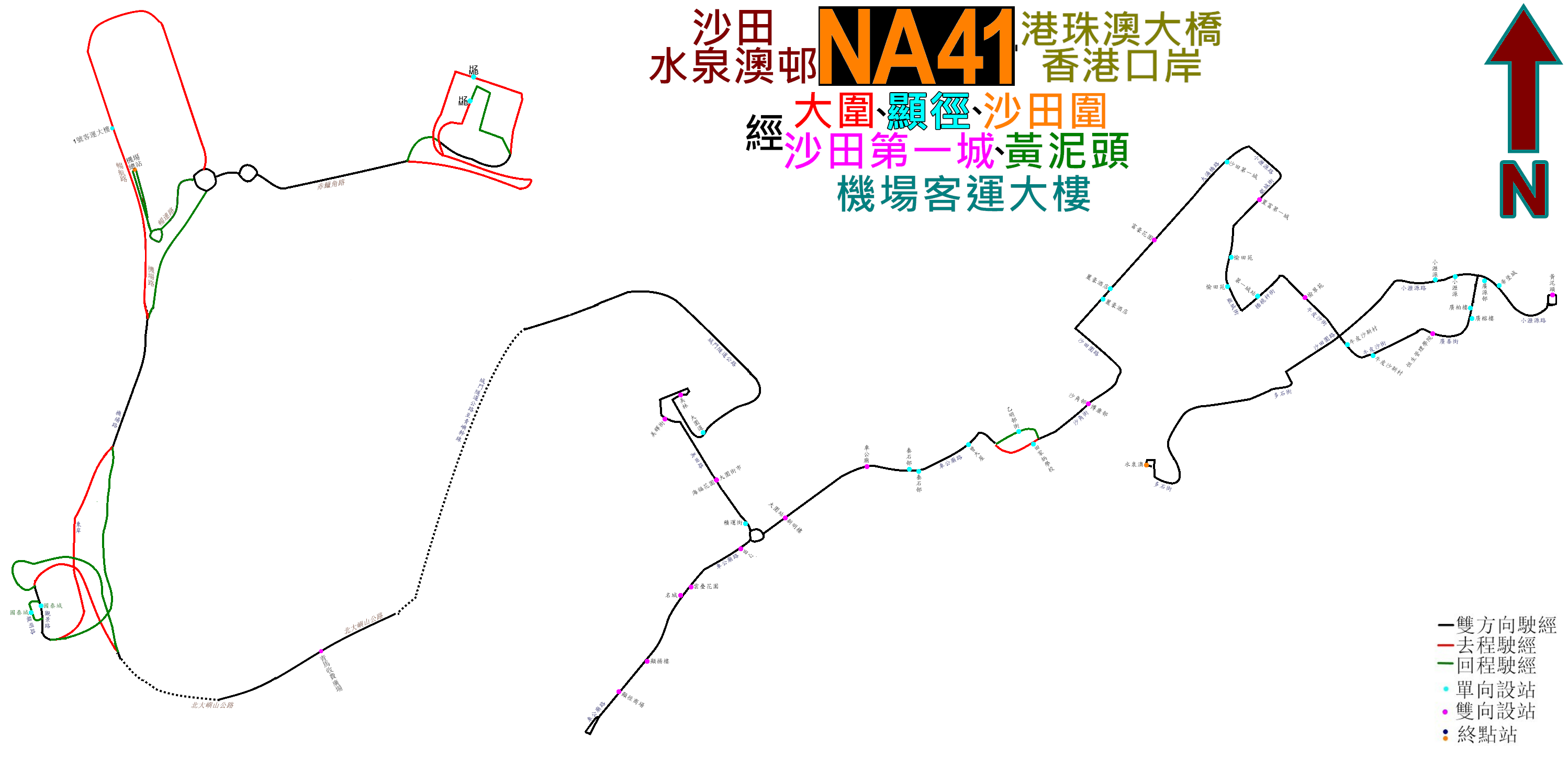
NA41線走線圖

A41線由碩門邨開出之班次途經安明街（東行）、掉頭、安明街（西行）、小瀝源路、沙田圍路、牛皮沙街、插桅杆街、銀城街、小瀝源路、大涌橋路、沙田鄉事會路、沙田市中心巴士總站、沙田正街、白鶴汀街、沙田正街、獅子山隧道公路、車公廟路、美田路、青沙公路、長青公路、青衣西北交匯處、青嶼幹線、北大嶼山公路、機場路、暢航路、機場路、機場南交匯處、暢連路、航天城交匯處、赤鱲角路、順暉路、順匯路、赤鱲角路、東榮路、機場路及暢連路前往機場（地面運輸中心）；由機場（地面運輸中心）開出之班次途經暢連路、機場南交匯處、暢連路、航天城交匯處、赤鱲角路、順暉路、順匯路、赤鱲角路、順朗路、北大嶼山公路、青嶼幹線、青衣西北交匯處、長青公路、青沙公路、美田路、車公廟路、獅子山隧道公路、沙田正街、沙田市中心巴士總站、沙田正街、橫壆街、源禾路、沙田鄉事會路、大涌橋路、小瀝源路、銀城街、插桅杆街、牛皮沙街、沙田圍路、小瀝源路及安明街前往碩門邨，具體停站請參考資訊框。
NA41線為A41線通宵班次，由水泉澳開出之班次途經多石街、沙田圍路、小瀝源路、黃泥頭公共運輸交匯處、小瀝源路、廣善街、牛皮沙街、插桅杆街、銀城街、小瀝源路、大涌橋路、沙田圍路、沙角街、大涌橋路、車公廟路（西行）、迴旋處、車公廟路（東行）、美田路、美輝街、香粉寮街、美林邨通道、美林巴士總站、美田路、大圍道、大埔公路－大圍段、城門隧道公路、城門隧道、象鼻山路、德士古道北、德士古道、青荃路、青衣北岸公路、青衣西北交匯處、青嶼幹線、北大嶼山公路、機場路、駿運路交匯處、觀景路、東岸路、機場路、暢航路、機場路、機場南交匯處、暢連路、航天城交匯處、赤鱲角路、順暉路及順匯路前往港珠澳大橋香港口岸；由港珠澳大橋香港口岸開出之班次途經順匯路、赤鱲角路、東榮路、機場路、暢連路、機場（地面運輸中心）巴士總站、暢連路、機場南交匯處、機場路、東岸路、觀景路、駿明路、觀景路、駿運路交匯處、機場路、北大嶼山公路、青嶼幹線、青衣西北交匯處、青衣北岸公路、青荃路、德士古道、德士古道北、象鼻山路、城門隧道、城門隧道公路、大埔公路—大圍段、大圍道、美田路、美輝街、香粉寮街、美林邨通道、美林巴士總站、美田路、車公廟路（西行）、迴旋處、車公廟路（東行）、大涌橋路、沙角街、乙明邨街、沙角街、沙田圍路、大涌橋路、小瀝源路、銀城街、插桅杆街、牛皮沙街、廣善街、小瀝源路、黃泥頭公共運輸交匯處、小瀝源路、沙田圍路及多石街前往水泉澳，具體停站請參考資訊框。

## 爭議
自從龍運巴士落實沙田區機場巴士路線重組後，A41線來回程不經沙田圍而改經大圍，此路線班次更因應A42及A46線的開辦而減至30至40分鐘一班。即使龍運在長假期期間加密班次，此路線巴士離開沙田市中心後已告客滿，大圍的乘客未能上車前往機場。地區團體「沙田交通關注組」要求A41線回復原有路線和班次，離開沙田市中心後直接前往機場，並把A42及A46線提升為全日服務。龍運稱相關重組方案經區議會通過與運輸署審批，並在長假期加密及協調A41與A46線之班次，並計劃在2024年1月提升A42線服務。惟時任沙田區議員兼交通及運輸委員會主席許立燊表示，委員會因各項因素已於2023年8月29日最後會議後休會，而期間並未有相討路線重組方案，對龍運回應表示驚訝及無奈。運輸署堅稱重組方案自2020年11月提出以來未受反對，但因疫情而未有實施，期後將最新方案提交沙田區議會秘書處諮詢意見時也無收到反對意見；又指沙田市中心一帶的乘客除可乘搭此路線外，也可選乘新設的A46線往返機場，並指此路線於2023年12月重組後繁忙時間的載客率約為65%至75%，而在2024年農曆新年假期期間分別於沙田市中心和港珠澳大橋香港口岸進行的實地調查中，指出此路線往機場方向最繁忙一小時平均載客率約50%，往沙田方向最繁忙一小時平均載客率則為約70%，服務「仍可應付乘客需求」。
另一方面，由A41線分拆而成的A42及A46兩條新路線並非提供全日服務，使沙田圍一度只餘下每日只有數個班次的A42線直達機場。工聯會沙田區議員古偉冰指此路線不經沙田圍使該區居民感到非常不便，他曾於2023年11月去信龍運及運輸署，要求此路線保留原有乙明邨之分站。龍運最終於2024年1月把A42線提升為全日服務，重新為沙田圍居民提供全日直達機場及港珠澳大橋香港口岸的巴士路線。